# Forêt reculée de Soultz
La forêt reculée de Soultz est un massif forestier français d'une superficie de 2 956 hectares situé dans le département du Haut-Rhin, dans la région Grand Est.
La forêt reculée de Soultz à l'ouest de Soultz-Haut-Rhin, séparée par Jungholtz, forme une exclave. Elle abrite des variétés de bois variées, et a été un lieu de combat durant la Première Guerre mondiale. De nombreux vestiges existent encore, témoins des batailles qui s'y sont déroulés.
Plusieurs sentiers de randonnée sillonnent le massif afin de le parcourir. 